# 羅霄山脈

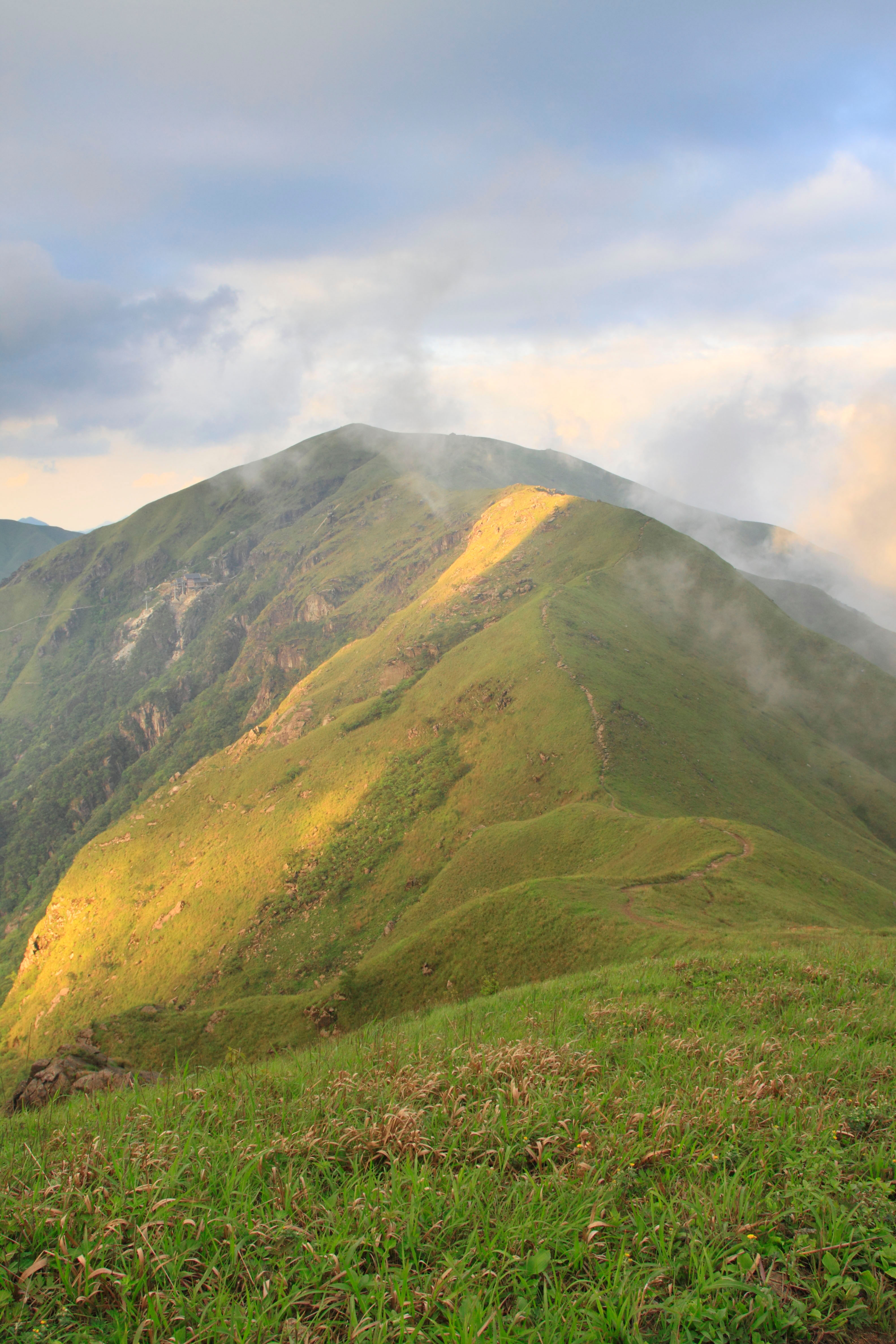
武功山（奥の一番高い所は金頂）

羅霄山脈（らしょうさんみゃく、簡体字: 罗霄山脉、拼音: Luóxiāo Shānmài）は、中華人民共和国の江西省と湖南省の自然境界線をなす山脈。万洋山、諸広山、武功山などの山々の総称である。
主要な峰は海抜が1,000メートルを超える。井岡山（せいこうさん）の最南端にある南風屏は江西省西部の最高峰で、海抜2,120メートルに達する。炎陵県の酃峰は湖南省の最高峰で、海抜は2,115.4メートル。その他の著名な山には、八面山（主峰は海抜2,042メートル）、武功山（主峰の白鶴峰（別名・金頂）は海抜1,918.3メートル）、大圍山（主峰は海抜1,607メートル）などがある。
羅霄山脈にある主な観光地・名所には、炎帝陵、湯湖温泉、井岡山革命根拠地、大圍山など。